# Lipotriches negligenda
Lipotriches negligenda är en biart som först beskrevs av Dalla Torre 1896.  Lipotriches negligenda ingår i släktet Lipotriches och familjen vägbin. Inga underarter finns listade i Catalogue of Life.